# Chovot HaLevavot
Jovot HaLevavot (en hebreo: תורת חובות הלבבות) (en español: Guía de los deberes de los corazones), es la obra principal del rabino y filósofo judío, Bahya ben Joseph ibn Paquda. Se cree que el rabino vivió en Zaragoza, España, durante la primera mitad del siglo XI. El libro fue escrito en el año 1040, con el título: "Guía de los deberes de los corazones" (en árabe: كتاب الهداية الى فرائض القلوب). La obra fue traducida al idioma hebreo, por Judá ben Saúl ibn Tibbón, durante los años 1161 y 1180, con el título Chovot HaLevavot.